# Liechtensteiner Cup 1964/65
Der Liechtensteiner Cup 1964/65 war die 20. Austragung des Fussballpokalwettbewerbs der Herren in Liechtenstein. Der FC Vaduz wurde erneut vor Beginn des Turniers ausgeschlossen. Der FC Triesen gewann zum sechsten Mal den Titel.

## Teilnehmende Mannschaften
Folgende sechs Mannschaften nahmen am Liechtensteiner Cup teil:
| - FC Schaan - FC Vaduz II - FC Ruggell | - FC Balzers - FC Triesen - USV Eschen-Mauren |

## Vorrunde
Der FC Schaan und der FC Triesen hatten für diese Runde ein Freilos.
|                   | Ergebnis |             |
| ----------------- | -------- | ----------- |
| FC Balzers        | 3:4      | FC Vaduz II |
| USV Eschen-Mauren | 3:1      | FC Ruggell  |

## Halbfinale
|                   | Ergebnis |             |
| ----------------- | -------- | ----------- |
| FC Schaan         | 1:0      | FC Vaduz II |
| USV Eschen-Mauren | ?        | FC Triesen  |

## Finale
Das Finale fand am 8. September 1965 in Triesen statt.
| Datum      |            | Ergebnis |           |
| ---------- | ---------- | -------- | --------- |
| 08.09.1965 | FC Triesen | 4:3      | FC Schaan |